# Драгой, Габриэла
Габриела Дрэгой (рум. Gabriela Drăgoi; род. 28 августа 1992, Бузэу) — румынская гимнастка,бронзовый призёр Олимпийских игр 2008 в командном первенстве, чемпионка и бронзовый призёр чемпионатов Европы.

## Результаты выступлений
| Год  | Турнир                                         | Индивидуальное первенство | Командное первенство | Опорный прыжок | Бревно | Разновысокие брусья | Вольные выступления |
| ---- | ---------------------------------------------- | ------------------------- | -------------------- | -------------- | ------ | ------------------- | ------------------- |
| 2008 | Чемпионат Европы по спортивной гимнастике 2008 |                           |                      |                |        |                     |                     |
| 2008 | Летние Олимпийские игры 2008                   |                           |                      |                | 5      |                     |                     |
| 2009 | Чемпионат Европы по спортивной гимнастике 2009 |                           |                      |                |        |                     |                     |
| 2009 | Кубок мира — Глазго (Шотландия)                |                           |                      |                |        | 5                   |                     |
| 2009 | Чемпионат Румынии                              |                           |                      |                |        |                     |                     |
| 2009 | Испания vs Румыния                             |                           |                      |                |        |                     |                     |
| 2010 | Чемпионат мира по спортивной гимнастике 2010   |                           | 4                    |                |        |                     |                     |